# Brendha Haddad
Brendha Prata Haddad (Rio Branco, 12 de abril de 1986) é uma atriz brasileira.

## Carreira
Em 2006, já estudando na Faculdade de Direito, Brendha fez os testes em sua cidade natal para a minissérie Amazônia, de Galvez a Chico Mendes, exibida em 2007. E foi aí que ela  ganhou o seu primeiro papel, Ritinha. O sucesso em sua primeira experiência fez com que ela decidisse se mudar para a cidade do Rio de Janeiro. Por esta razão, teve que trancar a faculdade no último ano. Em 2009, é escalada para Caminho das Índias, onde interpreta a personagem Rani Meetha. Em 2012 participou do videoclipe da música Você Mudou, do cantor sertanejo Cristiano Araújo. No mesmo ano foi convidada para atuar na telenovela de Glória Perez, Salve Jorge, onde iria interpretar Synara, neta de seu Galdino (Francisco Carvalho), mas acabou interpretando Neuma, policial federal infiltrada na casa de Lucimar (Dira Paes), já que a personagem inicial acabou não acontecendo. Brendha também fez séries como Santo Forte, interpretando a personagem Joyce; Acerto de Contas, como a personagem Raquel; e Milagres de Jesus, como a personagem Lívia. 
Também fez filmes como Suriname Gold (produção norte-americana) interpretando a protagonista Magali, e Genesis (média-metragem), interpretando a protagonista Akassia Ferraz. Em 2015, Brendha interpretou a personagem Inês na telenovela Os Dez Mandamentos, ela iria ser assediado pelo cunhado Nadabe (Marco Antonio Gimenez) mas acabou não acontecendo, após as duas temporadas de Os Dez Mandamentos, ela voltou a interpretar Inês em A Terra Prometida. Em 2017, fez a novela Apocalípse, onde interpretou Hanna Koheg, uma judia ortodoxa, na 1° fase da trama. Em 2019 foi convidada para viver a vilã Anaid, na macrossérie Jezabel.

## Filmografia

### Televisão
| Ano  | Título                             | Personagem           | Notas                              |
| ---- | ---------------------------------- | -------------------- | ---------------------------------- |
| 2007 | Amazônia, de Galvez a Chico Mendes | Ritinha              |                                    |
| 2008 | Beleza Pura                        | Ipanema              | Episódio: "6–14 de junho"          |
| 2009 | Caminho das Índias                 | Rani Meetha          |                                    |
| 2013 | Salve Jorge                        | Neuma                | Episódio: "11 de março–17 de maio" |
| 2014 | Acerto de Contas                   | Raquel               |                                    |
| 2015 | Milagres de Jesus                  | Lívia                | Episódio: "A Mulher Cananéia"      |
| 2015 | Santo Forte                        | Joyce                | Episódio: "4"                      |
| 2015 | Os Dez Mandamentos                 | Inês                 |                                    |
| 2016 | A Terra Prometida                  | Inês                 | [ 11 ]                             |
| 2017 | Apocalipse                         | Hannah Koheg (jovem) | Episódios: "21–30 de novembro"     |
| 2019 | Jezabel                            | Anaid                | [ 13 ]                             |
| 2019 | Blogueiros.com                     | Perla Bendizthé      | YouTube                            |
| 2024 | Vendaval                           | Talita               | Longa-metragem                     |
| 2024 | Série Reis                         | Meetabel             | Temporada 11º “A Divisão”          |
| 2024 | Série Reis                         | Meetabel             | Temporada 12º "A Emboscada"        |
|      |                                    |                      |                                    |

### Cinema
| Ano  | Título                   | Personagem     | Notas          |
| ---- | ------------------------ | -------------- | -------------- |
| 2013 | Genesis                  | Akassia Ferraz |                |
| 2014 | Suriname Gold            | Magali         | Curta-metragem |
| 2016 | Os Dez Mandamentos       | Inês           |                |
| 2024 | Licença Para Enlouquecer | Solimar        |                |

## Teatro
| Ano  | Título                                 | Personagem         | Notas                                                      |
| ---- | -------------------------------------- | ------------------ | ---------------------------------------------------------- |
| 2016 | Espetáculo Teatral da Paixão de Cristo | Maria mãe de Jesus | Realizado no Estado do Pará sob a direção de Wagner Junior |